# Třemšín
Třemšín je vrchol v jižní části středočeského pohoří Brdy, v katastrálním území Voltuš. S výškou 827 m n. m. je to nejvyšší bod jižních Brd a přirozená dominanta Třemšínska. Na vrcholu se nachází zbytky středověkého hradu Třemšína. Stávala zde dřevěná rozhledna, jejíž opětovná výstavba se dlouhodobě nedaří.

## Název
Název hory pochází od střemchy, která zde roste. Barvitější lidový výklad odkazuje na tři zlaté šíny – zlaté pruty, které podle jedné z mnoha místních pověstí tvoří poklad ukrytý v hradní studni.

## Historie
Původní hrad na Třemšíně založil rod Buziců kolem roku 1200. Členové rodové větve přijali přídomek z Třemšína. Ve znaku rozděleném na čtyři pole měli původní rodovou kančí hlavu ve zlatém poli a zlatého zajíce v modrém poli. K jejich panství patřily – Hvožďany, Smolinec, Roželov, Plchov, Radošice, Březí a ostatní farní osady Hvožďan. Prvním historicky doloženým držitelem hradu byl Beneš z Třemšína, který roku 1349 urovnával spor o hranice rožmitálského panství tehdy rozděleného mezi arcibiskupem Arnoštem z Pardubic a Oldřichem z Rožmitálu. Další je zmíněn Hroch z Třemšína (1389) a Diviš z Třemšína jehož synové Hereš a Jošt se soudili o dědictví třemšínského panství se Zajícem z Třemšína. Hrad dostal Jošť a po něm hrad zdědil Jan Zajíc z Rožmitálu. V době husitských válek bojovali páni z Třemšína na katolické straně. V roce 1424 byl hrad Třemšín husity dobyt a vypleněn. Ještě v letech 1436–1446 jej obýval Mikuláš Vepř řečený Svinda, zchudlý šlechtic živící se válečný řemeslem. Poté hrad zpustl. V 16. století je pusté panství společně s Roželovem zakoupeno k Rožmitálskému panství. O obnovu hradu na Třemšíně se neúspěšně pokoušel i Zdeněk Lev z Rožmitálu. V roce 1771 na jižním okraji předhradí vystavěl kapličku Proměnění Krista Pána rožmitálský lesmistr Josef Kračmer.

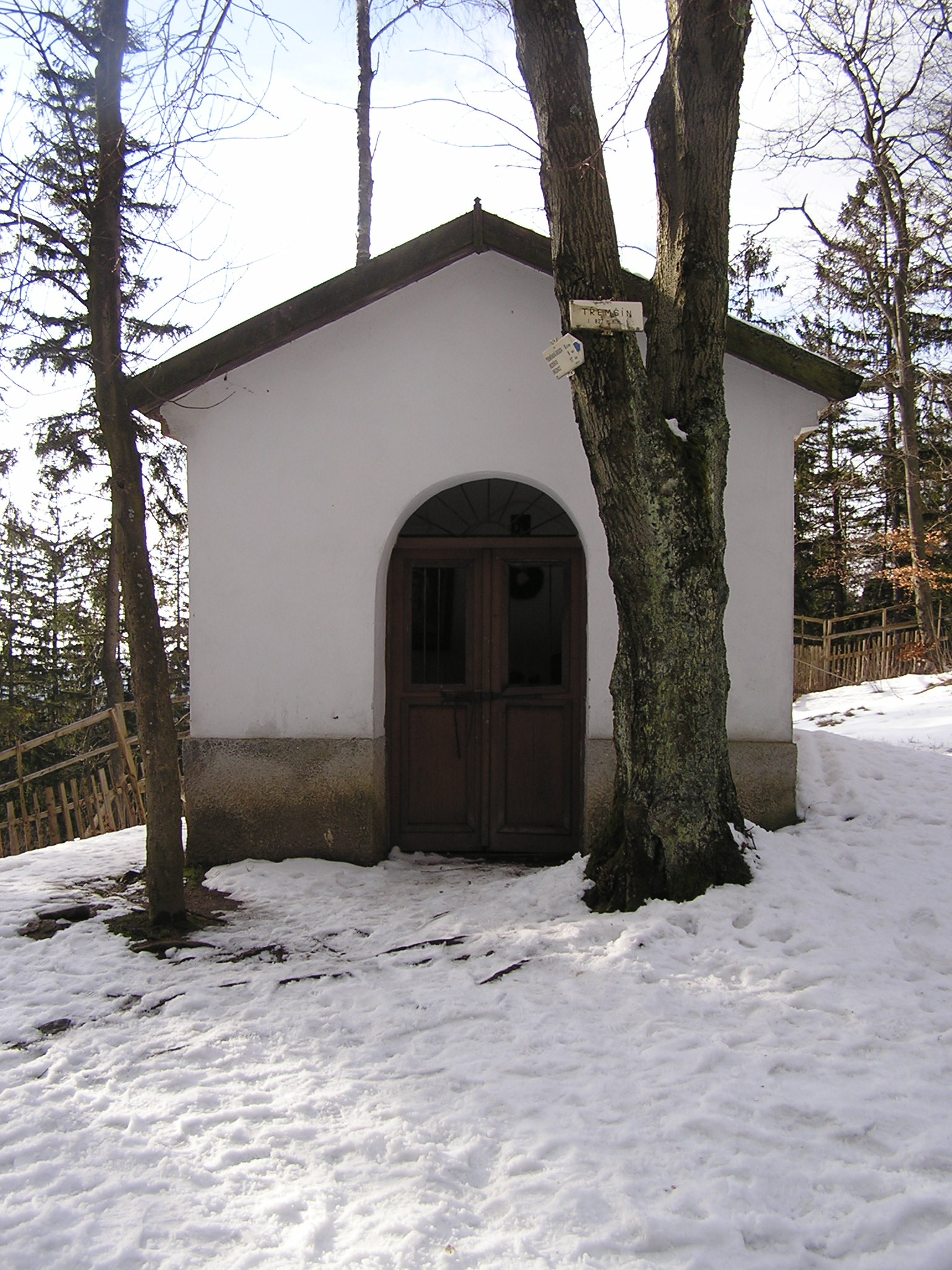
Kaplička na Třemšíně

### Salmovy úpravy Třemšína
Kolem roku 1800 nechal arcibiskup Salm, který si procházky na Třemšín velmi oblíbil, vykácet část porostu, upravit cesty (tzv. Salmova cesta) i samotný vrchol Třemšína kamennými valy. Na vrchu vznikla kamenná podezdívka a ní byla postavena pyramida z kmenů završená vyhlídkovou plošinkou, předchůdkyně původní rozhledny. Vznikly zde také altány tzv. lusthauzy – k odpočinku a ochraně před nepřízní počasí. Touto úpravou byl ovšem i nenávratně zničen původní stav hradiště. Všechny kamenné zídky, které lze dnes na Třemšíně spatřit jsou úpravy z počátku 19. století. Zachována zůstala jen goticky klenutá brána, ze které byl kdysi spouštěn padací most přes příkop, ta ale padla o padesát let později.

### Národní poutě na Třemšín

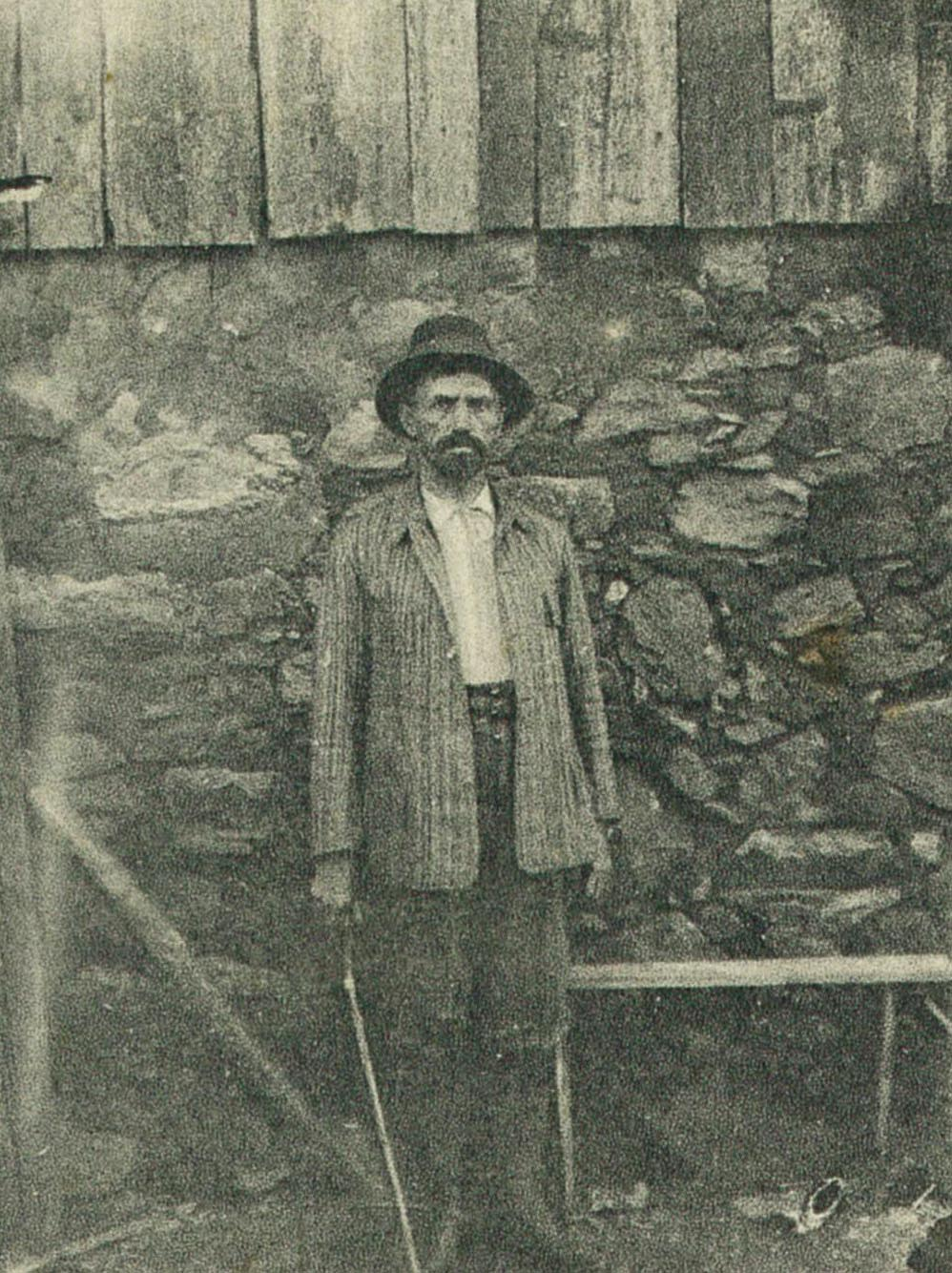
Tomáš Zíb, první horský průvodce

V 19. století se Třemšín stal místem protestních shromáždění, které byly reakcí na neutěšenou politickou situaci v zemi. První pouť se uskutečnila 8. září 1861, druhá 10. srpna 1862 a třetí poslední pouť se uskutečnila 9. srpna 1863. Druhá pouť byla popsána v Národních listech v rubrice Dopisy z Čech a podle pisatele zprávy bylo na vrcholu Třemšíně osm až deset tisíc lidí. Mohutná shromáždění učinila Třemšín známým a oblíbeným cílem výletů. Po osvobození v roce 1946 se Rožmitálští pokusili obnovit tradici Třemšínských národních poutí. Tehdy pořádaná akce proběhla v duchu protifašistického odboje. Mezi hosty na Třemšíně byl i zástupce československé vlády. Ještě v následujících letech bylo na Třemšíně zorganizováno několik slavností.

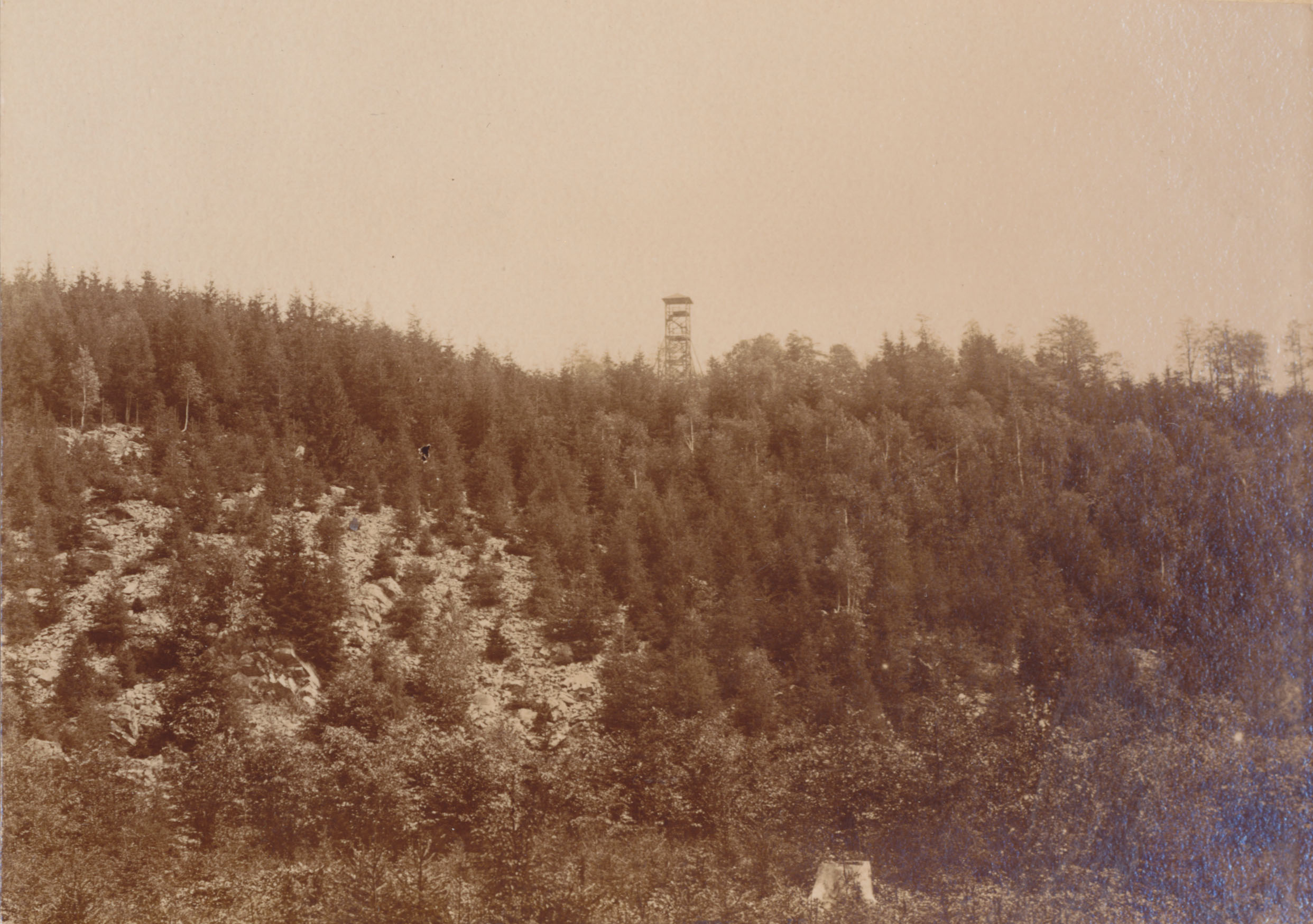
Schönbornova rozhledna na Třemšíně stála v letech 1888–1915

### První rozhledna
V roce 1888 byla na vrcholu Třemšína postavena první rozhledna v Brdech. Dostala jméno Schönbornova, po pražském arcibiskupovi Františku Schönbornovi, který stavbu financoval. Byla to dřevěná věž o čtyřech patrech, vysoká 18 metrů. Na vyhlídkové plošině, kryté střechou byla růžice označující viditelná místa. Nejvíce jich bylo na jih, kam se dalo dohlédnout na Šumavu, úsek Novohradských hor až po Český les a i některé hory ležící za hraničním pásmem v Bavorsku. V roce 1907 byla zřízena Instituce turistického vůdce do hor brdských, což byl první doložený horský průvodce v Čechách, který měl doprovázet početnější skupiny výletníků. Prvním i posledním průvodcem byl Tomáš Zíb. Turistům byla také k dispozici kamenná bouda na východním úpatí hory zvaná původně „Na kopaninách“, později „Třemšínská bouda“. Schönbornova rozhledna vytrvala tři desetiletí, kdy odolávala přírodním živlům a několikrát do ní udeřil blesk. V roce 1915 bylo z bezpečnostních důvodů rozhodnuto o jejím rozebrání.

### Partyzáni na Třemšíně
Za 2. světové války se brdských lesích skrývali Rudoarmějci uprchlí z německého zajetí. Pomáhala jim místní ilegální odbojová skupina, kterou vedl František Lízl a Jaroslav Pompl. Velkou část členů odboje tvořili lesní zaměstnanci arcibiskupského statku, kteří vybírali místa pro budování úkrytů pro uprchlíky tzv. zemljanky a zprostředkovávali zásobování uprchlíků potravinami a šatstvem. Jeden z úkrytů vznikl také na Třemšíně. Přítomnost uprchlíků a odbojová činnost byla prozrazena, když byl v říjnu roku 1944 objeven úkryt u Radošic. Poté začalo gestapo hromadně zatýkat a členové odboje byli prozrazeni. Úkryt na Třemšíně byl kompletně zrekonstruován a nachází se u něj informační tabule.

### Plány na novou rozhlednu

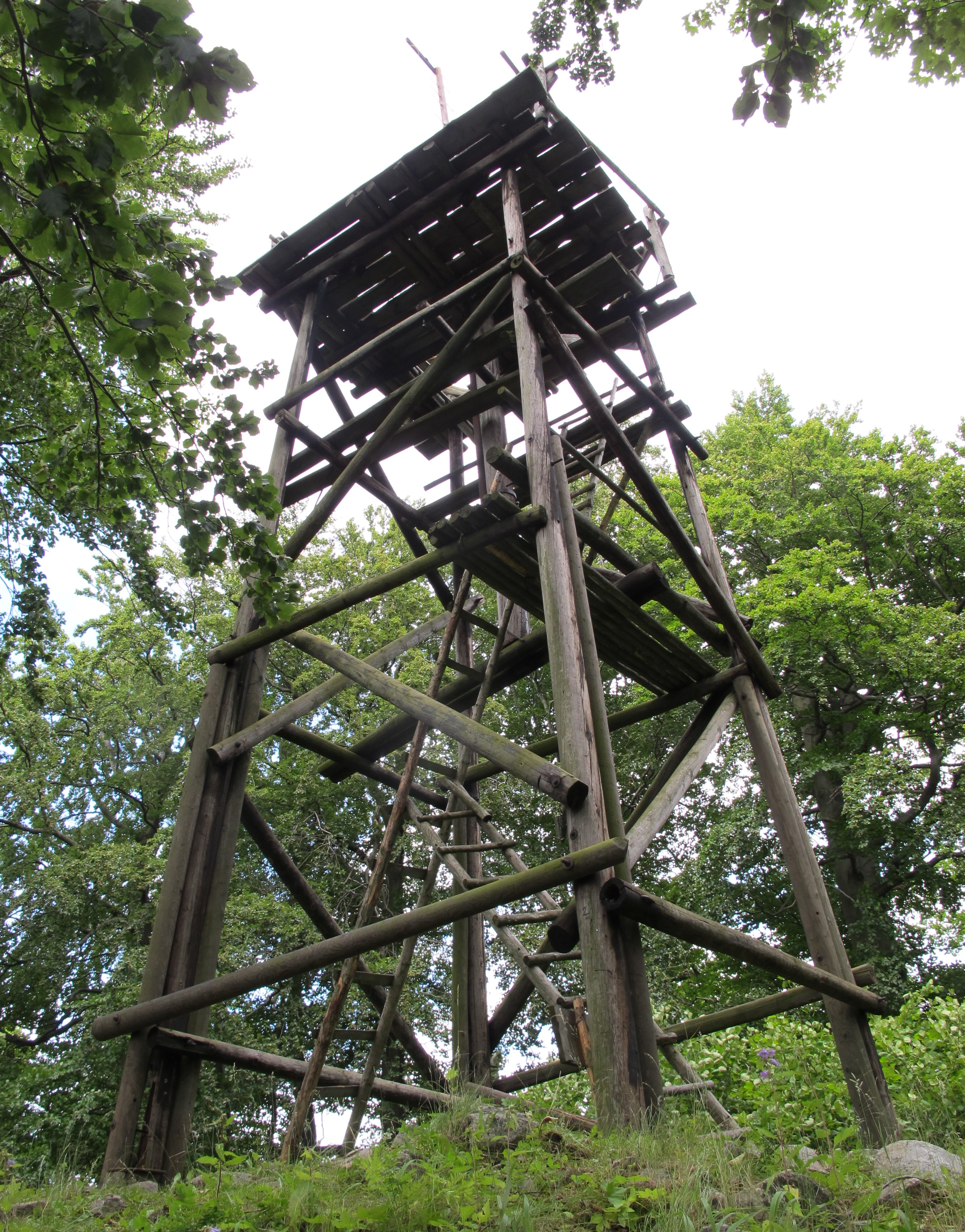
Dřevěná věž na Třemšíně, která shořela v roce 2015

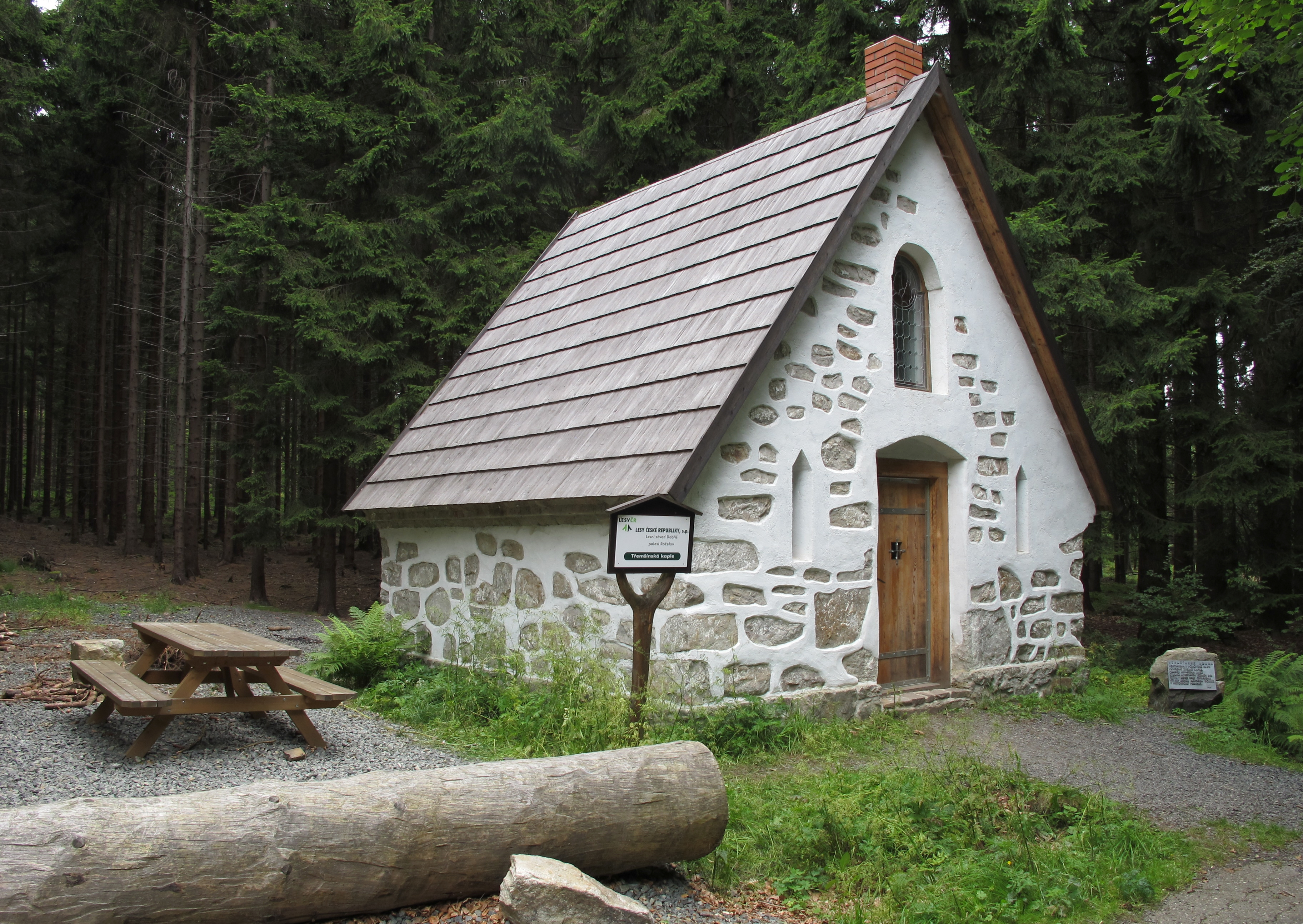
Třemšínská bouda využívaná jako útulna

Po demontování rozhledny se organizátoři turismu upevnili v názoru, že si Třemšín zaslouží novou bytelnější rozhlednu. Trvalo ovšem dlouhá léta než se podařilo sehnat finanční prostředky a vypracovat projekt. Autorem návrhu byl architekt Svatopluk Janke, který navrhl 22 metrů vysokou kamennou věž, ke které měla přiléhat turistická chata. Všechny přípravy však zmařil příchod druhé světové války. Němci stavbu zakázali a finance putovaly jinam. Další výšková stavba se na Třemšíně objevila po válce. Nejednalo se však o rozhlednu, ale o dřevěnou triangulační věž, která byla dostatečně vysoká, aby překonala výšku stromů a nabídla výhled do okolí. Na Třemšíně však stála krátce, v 60. letech podlehla silné vichřici. V 70. letech 20. století byla na vrcholu vystavěna spíše provizorní dřevěná trámová věž pro potřeby armády. Hojně ji však využívali i turisté. V roce 1990 byla opravena a nadále volně přístupná. Brzy však výhled zastínily okolní stromy a stav věže se postupem času natolik zhoršil, že byl výstup v roce 2012 znemožněn odebráním žebříků. V červenci 2015 pak došlo k definitivnímu zániku rozhledny při lesním požáru.
V roce 1999 vyhlásilo město Rožmitál pod Třemšínem ve spolupráci se svazkem obcí Mikroregion Třemšín veřejnou sbírku na výstavbu nové rozhledny. Během jejího ročního trvání bylo sice vybráno 160 tisíc korun, ale tato částka by pokryla pouze desetinu nákladů. V roce 2000 se nabídla plzeňská firma GES Electronics, že na Třemšíně postaví 40 m vysoký vysílač mobilního operátora. Opláštěná železná konstrukce se však zásadně nelíbila OkÚ v Příbrami, který stavbu zamítl. V roce 2002 byly v Rožmitále pod Třemšínem vystaveny 4 různé makety budoucí rozhledny vypracované studenty pražské UMPRUM, a místní občané měli vybrat jednu z variant. To však vše záhy ztroskotalo na nedostatku financí a na obavách archeologů týkajících se možného znehodnocení vrcholu kopce. V roce 2007 svitla možnost rozhlednu zafinancovat ze státních kompenzačních dotací pro obce v regionu v souvislosti s chystaným americkým radarem v Brdech. Když však byla celá akce pozastavena, rozplynula se i naděje na stavbu nové třemšínské věže. Ve stejné době se podařilo Mikroregionu Třemšín získat z fondů EU přes 1 mil. korun na vlastní propagaci. Část těchto peněz zároveň posloužila k přípravě projektu nové rozhledny. Studii, kterou v polovině roku 2008 vybrali rožmitálští radní, ale neschválilo zastupitelstvo. Zastupitelé doporučili ustavit odbornou komisi, která by se výběrem vhodného projektu zabývala. Tato komise se shodla na vyloučení kamenné stavby pro vysoké náklady a na doporučení architektů vyloučila celodřevěné stavby, které mají krátkou životnost. Nakonec bylo shromážděno cca 30 návrhů různých typů rozhleden. Z nich pak byly vybrány tři typy, ze kterých zastupitelstvo vybralo jeden vítězný návrh. Hospodářská krize však negativně ovlivnila rozpočet města a celý projekt stavby rozhledny byl na počátku roku 2010 pozastaven.
V polovině roku 2018 Arcibiskupství pražské uveřejnilo návrh nové rozhledny od Jana Brotánka a Jana Karla, který byl vybrán ve výběrovém řízení z devíti návrhů. Nová rozhledna z loupané kulatiny a ocelových profilů s ocelovým točitým schodištěm měla stát na louce před původním hradištěm, tedy na jiném místě než stály původní rozhledny. Byl zohledněn i dostupný materiál, dřevo z arcibiskupských lesů a instalace šetrná k životnímu prostředí, která nevyžaduje použití těžké techniky. Projekt získal cenu veřejnosti v soutěži Dřevěná stavba roku 2019. Přestože již bylo vše pro zahájení stavby rozhledny připraveno, Arcibiskupství pražské neuspělo s žádostí o grant z Ministerstva pro místní rozvoj ČR a proto bylo rozhodnuto o odložení projektu.
V roce 2004 byla obnovena tradice každoročních poutních mší na Třemšíně. Při 10. výročí od obnovení poutních mší v roce 2014, byl hlavním celebrantem kardinál Miloslav Vlk.

## Archeologický průzkum
V roce 1947 na Třemšíně prováděl jednodenní archeologický průzkum Bedřich Dubský. V několika vykopaných sondách našel hroty šípů, středověké střepy a zvířecí kosti.

## Pověsti
Třemšín je spjatý s řadou pověstí. Asi nejznámější je pověst o Třemšínském mužíčkovi, lesním skřítkovi s vrásčitou tváří, která připomíná kůru stromů. Někdy lidem pomáhá a jindy si z nich rád tropí žerty. Je také ochráncem lesů a třemšínského pokladu. Ten se podle pověsti nachází v třemšínské studánce a vydá ji jen na Velký pátek tomu, kdo jej dokáže donést domů v úplné tichosti. Podle pověsti se pokusili třemšínský poklad získat tři sousedé z Roželova. Vydali se na Velký pátek na Třešmín a opravdu ve studánce nalezli tři zlaté pruty. Když už je drželi v rukou a snažili se je vytáhnout z vody, ozval se burácivý výkřik „Roželov hoří!“. Sousedé zděšením zvolali „Pro pána krále!“ a v tom okamžiku poklad zmizel. Všichni tři se rozběhli k domovu, a když vyběhli z lesa a uviděli Roželov, zjistili že nic nehoří. Poté zaslechli zvláštní hlasitý smích a vzpomněli si na třemšínského mužíčka. Sousedé odešli domů a už po pokladu přestali toužit. Podle jiných pověstí se Třemšínský mužíček někdy přeměňuje v ohnivého hada se zlatou kůží, který hlídá lesy před pytláky.
Další pověst vypráví, že roželovský myslivec jednou potkal na balvanu u kapličky na Třemšíně čerta. Čert mu sliboval vše, na co si myslivec vzpomene, jen když se mu podepíše na čertovský úpis. Myslivec přemýšlel, jak by čertovi vypadl ze hry, když uviděl velký balvan. Řekl čertovi, ať mu dokáže, že je opravdu tak mocný, tím že donese balvan před dveře hvožďanského kostela dříve než zvon na kostelní věži odbije poledne. Čert si položil balvan na ramena a vznesl se nad vrcholky stromů. Myslivec už se bál, že to čert stihne, ale čert poněkud odbočil směrem ke Starému Smolinci, a než změnil směr, kostel již odbíjel poledne. Naštvaný čert shodil balvan z ramen a zmizel. Památkou na tuto událost je onen balvan, který zůstal ležet na úpatí Třemšína u cesty z Roželova na Starý Smolinec.

## Zajímavosti
- Třemšín byl jednou z lokací, kde se natáčel film Lotrando a Zubejda (1997).[15]